# Глинське (Гайсинський район)
Гли́нське — село в Україні, у Бершадській міській громаді Гайсинського району Вінницької області, поблизу Глинського поселення Буго-Дністровської культури.

## Історія
Село засноване 1200 року.
7 (20) листопада 1917 року, відповідно до Третього Універсалу Української Центральної Ради, увійшло до складу Української Народної Республіки.
12 червня 2020 року, відповідно до Розпорядження Кабінету Міністрів України № 707-р «Про визначення адміністративних центрів та затвердження територій територіальних громад Вінницької області», село увійшло до складу Бершадської міської громади.
19 липня 2020 року, в результаті адміністративно-територіальної реформи та ліквідації Бершадького району, село увійшло до складу Гайсинського району.

## Відомі особистості
Колісецький Іван Олександрович (03.10.2001 — 22.01.2023) — український військовик, учасник російсько-української війни.

## Транспорт
У селі розташований пасажирський залізничний зупинний пункт Село Яланець, звідки щоденно курсує приміський поїзд сполученням Гайворон — Рудниця.